# Samuel Mohn

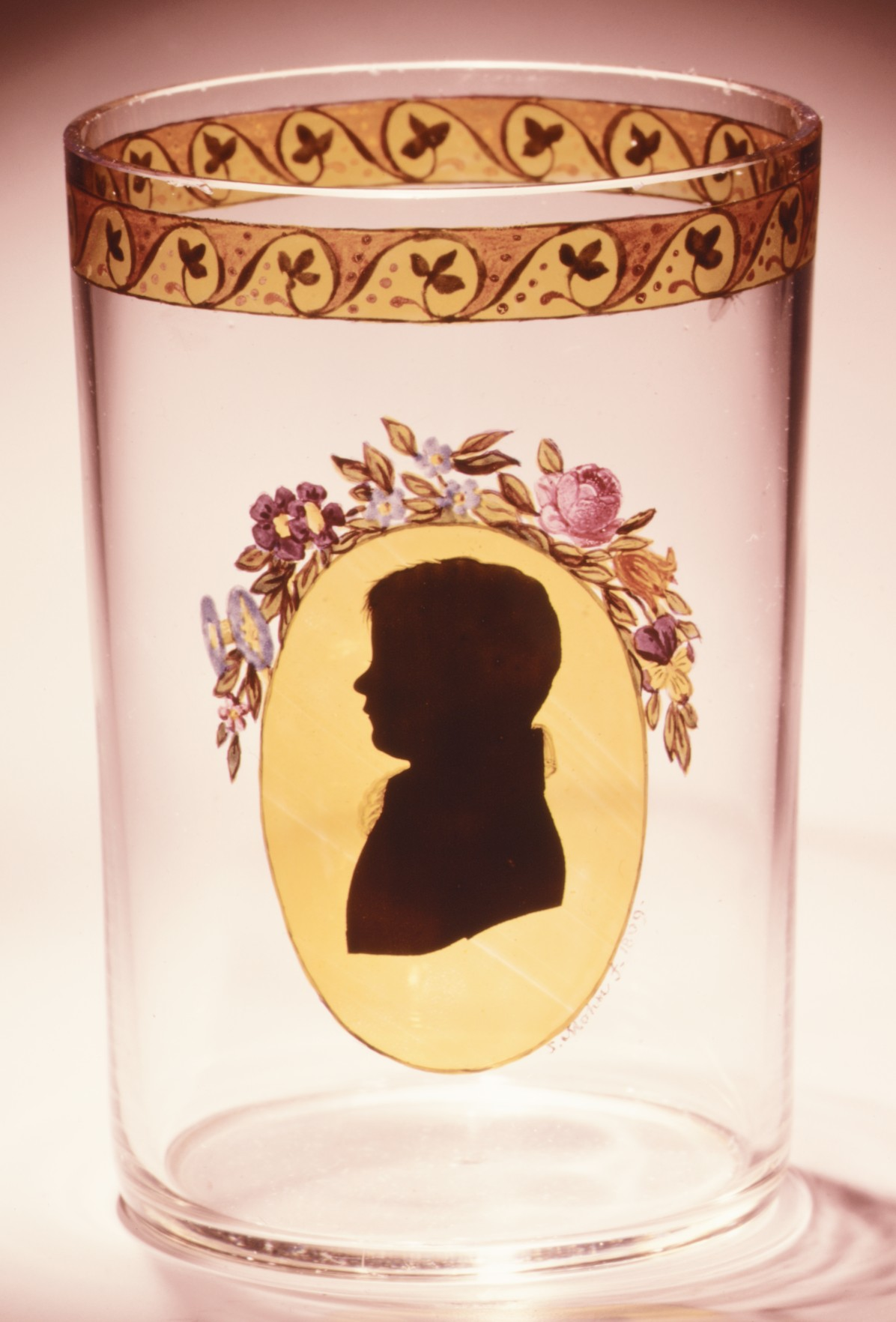
Becher von Samuel Mohn 1809 im Metropolitan Museum

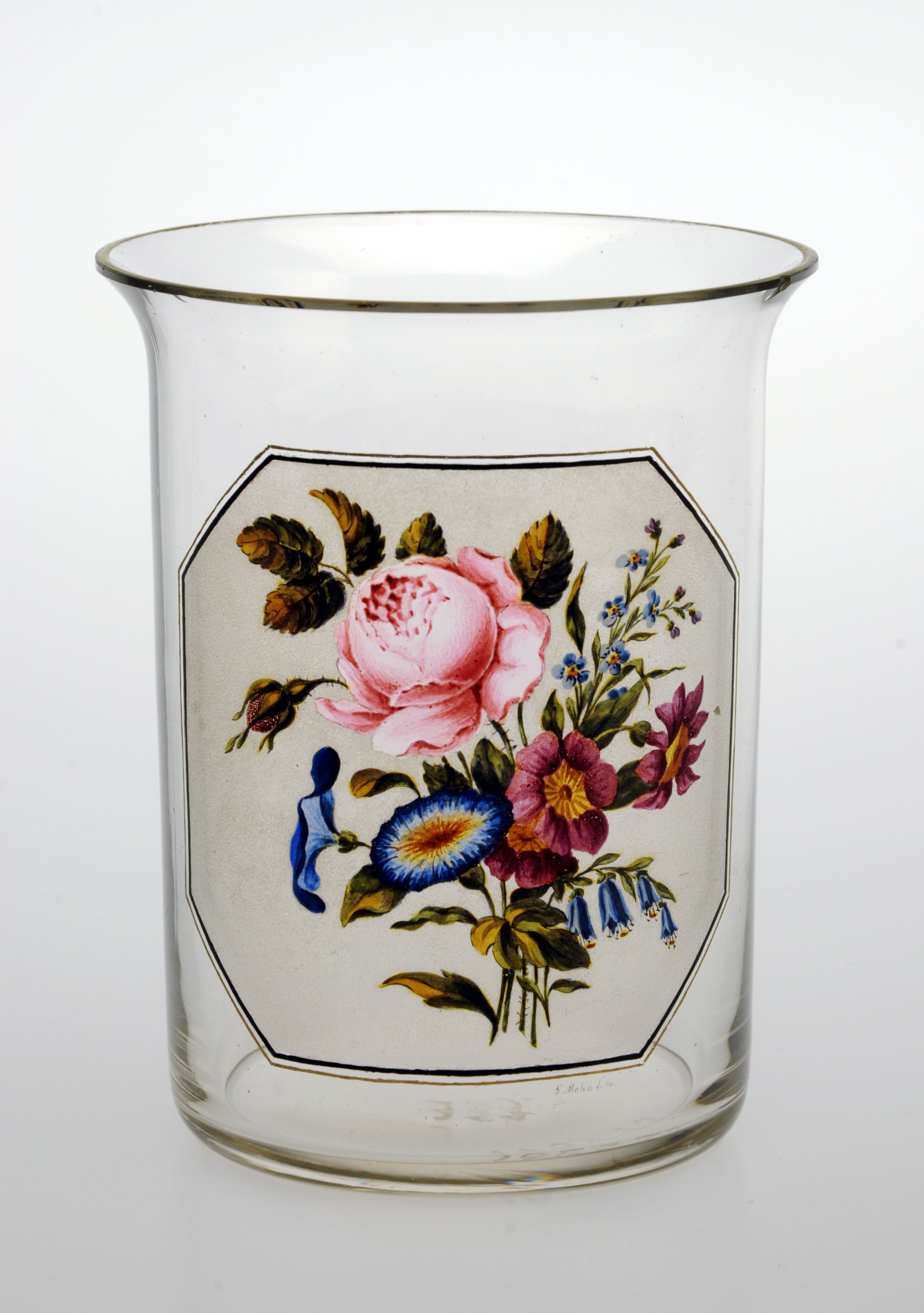
Becher mit Blumenstrauß, 1814. Museum für Kunst und Gewerbe Hamburg

Samuel Mohn (* 16. April 1762 in Niederklobikau; † 26. Juli 1815 in Dresden) war ein deutscher Glasmaler und Emailleur und als solcher Hausmaler. 

## Leben
Ursprünglich war er Porzellanmaler. Sein Verdienst liegt in der Kunst der Wiederbelebung der Transparenzmalerei auf durchsichtigem Glas und seiner Kultivierung. Er gilt gar als dessen Erfinder. Genaugenommen war er der erste, der die Technik der Porzellanmalerei auf die Glasmalerei übertrug. Eine sehr realistische figürliche Darstellung mit hellen und dunklen Lichteffekten wurde so möglich. Erzeugnisse dieser Art waren sowohl beim Adel als auch im wohlhabenden Bürgertum sehr beliebt. Ein Glasbecher mit dem Motiv des Grimmaischen Tores in Leipzig befindet sich im Museum der bildenden Künste Leipzig. Mohn war seit 1809 in Dresden. Er kam 1806 zur Glasmalerei, also relativ spät in seinem Leben. In Dresden entstanden allerdings die meisten seiner Arbeiten.
Er war Vater von Gottlob Samuel Mohn, der ebenfalls Glasmaler und Emailleur wurde. Er bildete diesen selbst aus.